# Wollemitall
Wollemitall (Wollemia nobilis) är ett barrträd som upptäcktes så sent som 1994 i New South Wales i Australien. Trots sitt namn är det ingen riktig tall, utan tillhör familjen araukariaväxter (Araucariaceae), där till exempel rumsgran ingår. Barkens utseende brukar beskrivas som att den liknar bubblig choklad.
Trädet kan bli 40 m högt och har barrliknande 3–8cm långa och 2–5 mm breda blad som växer direkt från grenarna åt två håll. Fröna utvecklas i kottar som växer ytterst på grenändarna, och kan vara hanliga, 5–11 cm långa och 1–2 cm i diameter, eller honliga, 6–12 cm långa och 5–10 cm i diameter. Då kotten mognat efter 18–20 månader och faller av, förtvinar hela grenen. Trädet växer gärna som flera parallella stammar från roten, men förgrenar sig annars sällan i flera stammar högre upp.
Trädet upptäcktes 1994 av David Noble (därav det vetenskapliga artnamnet) som var anställd i nationalparken Wollemi i Blue Mountains 150 km nordväst om Sydney. Den växer vilt bara i något hundratal exemplar i parken och växtplatsen hålls därför hemlig. Australiska myndigheter har dock gått in för att sprida sticklingar till botaniska trädgårdar världen runt för att säkra den genetiska stammen och kommersiella plantskolor har också börjat sälja plantor. Upptäckten var något av en vetenskaplig sensation, eftersom släktet dittills varit känt bara som fossil från jura- och kritaperioderna.
I Sverige finns exemplar i Botaniska trädgården i Uppsala och i Botaniska trädgården i Lund.
Det finns även två exemplar i Slottsträdgården, Ulriksdal i Stockholm.